# Глэд, Джон
Джон Глэд (англ. John Glad; 31 декабря 1941, Гэри, Индиана — 4 декабря 2015, Вашингтон) — американский славист, критик, публицист, переводчик. Профессор русской литературы Мэрилендского университета. Также преподавал в Ратгерском, Чикагском и Айовском университетах. Директор Института перспективных русских исследований Дж. Кеннана Центра Вудро Вильсона (1982—1983). Удостоен Стипендии Гуггенхайма (1981).

## Биография
Родился в семье выходцев из Хорватии. Фамилия Glad по-хорватски означает «голод». Русский язык начал изучать в 17-летнем возрасте, записавшись на курсы в Индианском университете. Получил степень магистра в университете Индианы в 1964 году за диссертацию «Констанс Гарнетт и Дэвид Магаршак как переводчики „Преступления и наказания“» и докторскую степень в Нью-Йоркском университете в 1970 году за диссертацию «Русская советская научная фантастика и связанная с ней критическая деятельность».
В 1968 году приехал в Москву по академическому обмену. В 1973 году в Симферополе попытался зарегистрировать брак с жительницей Саратова Ларисой Романовой, после чего был выслан из страны и не получал советскую визу до 1989 года. Добился выезда Романовой в США и женился на ней в 1984 году.
По словам Глэда, когда его Кеннанский институт отклонил заявление на грант советского литературоведа Александра Овчаренко, тот подсказал идею Юлиану Семёнову назвать резидента ЦРУ в романе «ТАСС уполномочен заявить…» Джоном Глэббом.
Перевёл на английский сборник стихов Николая Клюева, «Чёрную книгу» Василия Гроссмана и Ильи Эренбурга, «Колымские рассказы» и «Графит» Варлама Шаламова, «Человек Системы» Георгия Арбатова и два романа из трилогии «Московская сага» Василия Аксёнова. В 1981 году с переводом «Колымских рассказов» стал финалистом премии National Book Award.
Сформировал богатый архив из видеозаписей бесед с русскими писателями, расшифровка которого легла в основу книги «Беседы в изгнании», вышедшей в 1991 году в СССР. Значительная часть архива доступна на бесплатных видеосервисах.
Также был известен как переводчик-синхронист, в этом качестве приглашался на выступления высокопоставленных лиц из России, в том числе Михаила Горбачёва.
Автор двух работ, посвящённых евгенике: «Будущая эволюция человека. Евгеника XXI века» (2006, переведена на двенадцать языков, включая русский) и «Еврейская евгеника» (2011).
В последние годы жизни страдал болезнью Паркинсона. Скончался 4 декабря 2015 года в вашингтонской больнице Университета Джорджа Вашингтона.